# Exacum atropurpureum
Exacum atropurpureum är en gentianaväxtart som beskrevs av Richard Henry Beddome. Exacum atropurpureum ingår i släktet Exacum och familjen gentianaväxter. Inga underarter finns listade i Catalogue of Life.